# Маргарита Алигјер
Маргарита Јосифовна Алигјер (руски: Маргари́та Ио́сифовна Алиге́р, 7. октобар 1915  − 1. август 1992) била је совјетски песник, преводилац и новинар.

## Биографија
Рођена је у Одеси у породици јеврејских службеника; право породично презиме било је Зејлигер (рус. Зейлигер). Као тинејџерка радила је у хемијској фабрици. Од 1934. до 1937. године студирала је на Институту за књижевност Максим Горки.1938. године примљена је у Савез писаца СССР-а. Током Великог отаџбинског рата Алигјерова је била ратни дописник у опкољеном Лењинграду.
Алигерова је превео око 40 песника са бугарског, грузијског, јеврејског (јидиша), азербејџанског, украјинског, летонског, узбекистанског, мађарског, литванског, корејског језика.
Главне теме њене ране поезије биле су јунаштво совјетског народа током индустријализације (Година рођења, 1938; Железница, 1939; Камење и трава, 1940) и током Другог светског рата (Текстови, 1943). Њена најпознатија песма је "Зоја" (1942), о Зоји Космодемјанској, младој девојци коју су убили нацисти. Ово дело је било једна од најпопуларнијих песама током совјетске ере. Од 1940. до 1950. поезију Алигјерове одликовао је сплет оптимистичних полузваничних стихова („Ленињске планине“, 1953) и песама у којима је Алигјерова покушала да реално анализира ситуацију у својој земљи („Ваша победа“, 1944−1945). 1956. године, на скупу Хрушчова са интелигенцијом, он је упозорио писце да се не мешају у политички систем. Треба напоменути да је Алигјерова једини писац који се против њега огласио на том догађају. После пензионисања, извинио јој се због свог понашања. Алигерова је написала бројне есеје и чланке о руској књижевности и својим утисцима о путовањима („О поезији и песницима“, 1980; „Повратак из Чилеа“, 1966).
Њен први супруг био је композитор Константин Макаров-Ракитин, који је убијен на фронту код Јарцева 1941. године након смрти њиховог новорођеног сина, двострука трагедија која ју је веома апогодила. Њихова ћерка Татјана (1940−1974) постала је песникиња и преводилац. Следеће године имала је везу са аутором Александром Фадејевим; из ове везе рођена је ћерка Марија, која се удала за Ханса Магнуса Енценсбергера и двадесет година живела у иностранству, убивши се убрзо након кратког повратка у Русију 1991. године. Други и последњи супруг Алигјерове био је функционер Централног комитета Игор Черноуцан (1918−1990). Преживела је све своје мужеве и децу, умрла је убрзо након своје ћерке Марије Енценсбергер. Маргарита Алигјер сахрањена је на гробљу Переделкино поред својих ћерки.

## Одабрани радови
- God rozhdeniia (Година рођења) (1938)
- Zoya (1942)
- Your victory (Ваша победа)(1945)
- Great Expectations (Велика очекивања)
- Two (Два) (1956)
- Leninskie gory (Ленињске планине)
- Sinii chas (Плави час) (1970)

## Награде
- Стаљинова награда другог степена (1943) - за песму „Зоја“ из 1942. године
- Међународна награда Академије педагошких наука названа по Паблу Неруди (1989) - за преводилачки рад
- Орден Отаџбинског рата, 2. степен (11. марта 1985)
- Два ордена Црвене заставе рада (8. октобар 1965, 16. новембар 1984)
- Орден пријатељства народа (7. октобра 1975)
- Орден почасне значке (31. јануара 1939)
- Орден "Кирил и Методије" 1. степен (1975)
- Медаља „За победу над Немачком у Великом отаџбинском рату 1941-1945“
- Медаља "За одбрану Москве"